# 범꼬리
범꼬리는 한국을 비롯하여 아시아·유럽 등에 널리 분포하는 여러해살이풀이다. 권삼, 호미, 자삼, 도근초, 범꼬리권삼 등으로 부르기도 한다.
땅속줄기는 굵고 짧으며 많은 잔뿌리가 있다. 키는 50 ~ 100cm 정도이며, 원줄기는 여러 개가 나온다. 뿌리에서 나온 잎은 잎자루가 길고, 줄기에서 나온 잎은 잎자루가 짧거나 없다. 꽃은 7 ~ 8월에 옅은 붉은색으로 피며, 줄기 끝에 많은 꽃들이 모여서 호랑이의 꼬리 모양을 이룬다. 열매에는 씨가 하나뿐이어서 전체가 씨처럼 보이며 표면에 윤이 난다. 결실기는 9 ~ 10월이며 어린잎과 줄기는 식용한다.
관상용으로도 심는다. 땅속줄기는 지혈제와 타닌 그리고 물감의 원료로 쓴다.